# Жгутово (Псковская область)
Жгутово — деревня в Бережанской волости Островского района Псковской области.
Расположена на правом берегу реки Лжа (приток Утрои), в 25 км к юго-западу от центра города Остров и в 4 км к юго-востоку от деревни Дубки.
Численность населения деревни по состоянию на 2000 год составляла 5 человек.
До 3 июня 2010 года деревня входила в состав ныне упразднённой Рубиловской волости с центром в д. Дубки.